# Гаони
Гаоните (на иврит: גאונים, „гордост“ или „величие“) са ръководителите на двете еврейски талмудически академии във Вавилония през VI-XI век, приемани за духовни лидери (за разлика от светските екзиларси) на еврейските общности по целия свят през този период. Гаоните играят важна роля в предаването на Тората, преподават Талмуда и дават авторитетни тълкования по въпроси, които не са засегнати в него.
| Времеви показател на гаоните в историята на юдаизма |
| --------------------------------------------------- |
| пари танаи амораи савораи гаони ришоним ахароним    |